# Félix Ucko
Felix Alfred Ucko (4. siječnja 1919. – 27. listopada 1996.) je bivši američki hokejaš na travi. Igrao je na mjestu napadača, veznog igrača i vratara.
Sudjelovao je na hokejaškom turniru na OI 1948. u Londonu, igrajući za reprezentaciju SAD-a. SAD su izgubile sve 3 utakmice u prvom krugu, u skupini "B". Zauzele su od 5. – 13. mjesta. Ucko je odigrao tri susreta. Na svakom susretu je igrao na drugoj poziciji: napadača, veznog igrača i vratara.
Sudjelovao je na hokejaškom turniru na OI 1956. u Melbourneu, igrajući za reprezentaciju SAD-a. SAD su izgubile sve 3 utakmice u prvom krugu, u skupini "A" te utakmicu za poredak od 9. – 12. mjesta. Zauzele su zadnje, 12. mjesto. Ucko je odigrao tri susreta. Iako je nastupio s 37 godina, nije bio najstarijim američkim igračem u reprezentaciji na tom turniru.
Igrao je za New York Field Hockey Club.

## Vanjske poveznice
- Profil na Sports-Reference.com  Arhivirana inačica izvorne stranice od 3. ožujka 2012. (Wayback Machine)